# مجزرة عائلة الهرباوي (13 أكتوبر 2023)
مجزرة عائلة الهرباوي (13 أكتوبر 2023) هي مجزرةٌ ارتكبها سلاح الجوّ الإسرائيلي خلال يوم الجمعة13 أكتوبر 2023 حين شنّ سلسلة غارات على مدينة بيت لاهيا استهدف فيها منزل سكني يعيش به أفراد عائلة الهرباوي وعدد من النازحين الذين نزحوا إلى منزل العائلة. هذه هذه المجرزة واحدة من ضمن سلسلة مجازر ارتكبها الاحتلال الإسرائيلي خلال الحرب الفلسطينية الإسرائيلية بعد عملية طوفان الأقصى التي شنتها المقاومة، وتسبّبت هذه المجزرة باستشهاد أكثر من 32 شخصاً.

## خلفية الحدث
في ساعاتِ الصباح الأولى من يوم السابع من أكتوبر 2023 أطلقت حركة المقاومة الإسلامية حماس عبر ذراعها العسكري كتائب الشهيد عز الدين القسام عملية طوفان الأقصى وذلك ردًا على الاعتداءات الإسرائيلية وتدنيس الأقصى والاستمرار في الاستيطان، كما أكّد على ذلك محمد الضيف القائد العام للقسّام والذي أعطى إشارة انطلاق العمليّة التي شهدت اقتحامًا من المقاومين لمستوطنات غلاف غزة ونجحوا في قتلِ عدد كبيرٍ من الجنود الإسرائيلين، وأسر عشرات آخرين كما استطاعوا خلال ساعات قطع عشرات الكيلومترات ووصلوا لمستوطنات أبعد من تلك المحيطة والقريبة من قطاع غزة.
استمرَّت الاشتباكات بين الجيش الإسرائيلي وبين المقاومين في عديد من المستوطنات وعلى رأسها مستوطنة سديروت. الرد الإسرائيلي على هذه العمليّة جاء من خلال شنّ سلاح الجو الإسرائيلي عشرات الغارات العشوائيّة على القطاع متسبّبة في مقتل عشرات المدنيين وتدمير البنية التحتية لمدن القطاع، ليصل حد فرض إغلاق شامل وقطع متعمد لكل الخدمات من ماء وكهرباء وغاز، وهو ما هدَّد حياة أكثر من مليونَي فلسطيني يعيشُ داخل القطاع الذي يُعاني أصلًا من تبعات الحصار الخانق عليهم منذ ستة عشر عاماً.

## الضحايا
1. وجيه خميس الهرباوي
2. عبد الرحيم الهرباوي وزوجته وثلاثة أطفال
3. عبد اللطيف الهرباوي
4. عبد العظيم الهرباوي وزوجته
5. زوجة عبد الرحمن الهرباوي وبناته
6. وليد خميس الهرباوي
7. سها الهرباوي
8. محمد الهرباوي
9. سهير خميس الهرباوي
10. بيان محمود العامودي
11. داليا محمود العامودي
12. ايمان محمود العامودي
13. تحسين الهرباوي
14. سمية صرصور
15. سلمى تحسين الهرباوي
16. خميس تحسين الهرباوي
17. محمد تحسين الهرباوي
18. جنات  الهرباوي
19. زوجة حسن الهرباوي
20. يهبة بشير الهرباوي
21. جنى حسن الهرباوي
22. أليزيا تيسير الهرباوي
23. عبد الكريم رضوان
24. عامر رضوان
25. أريج رضوان
26. غدير تيسر الهرباوي
27. ناريمان الهرباوي
28. راما أشرف الهرباوي
29. كريم أشرف الهرباوي
30. كنان أشرفالهرباوي
31. محمد تحسين الهرباوي
32. شيرين الهرباوي